# Station Łososiowice
Station Łososiowice is een spoorwegstation in de Poolse plaats Łososiowice.